# Mellenbach-Glasbach
Mellenbach-Glasbach é uma localidade e antigo município da Alemanha localizado no distrito de Saalfeld-Rudolstadt, estado de Turíngia. Desde 1 de janeiro de 2019, forma parte do município de Schwarzatal. Pertencia ao Verwaltungsgemeinschaft de Mittleres Schwarzatal.

## História
Mellenbach foi mencionado pela primeira vez em um documento como Melnbach em 1315. Os nomes dos distritos de Mellenbach e Glasbach são derivados de riachos de mesmo nome. O distrito de Obstfelderschmiede foi mencionado pela primeira vez em 1456 como smitte an der nedirn swarctze (forja no baixo Schwarza) e recebeu seu nome atual após a família de proprietários Obstfelder, que foi documentada a partir de 1528. Em 16 de outubro de 1923, as vilas de Zirkel, Blumenau, Mellenbach, Glasbach e Obstfelderschmiede foram unidas para formar o município de Mellenbach-Glasbach. Mellenbach-Glasbach pertenceu ao distrito de Rudolstadt até 1952, depois mudou para o recém-formado distrito de Neuhaus e, com a reforma do distrito da Turíngia em 1994, para o distrito de Saalfeld-Rudolstadt.

A partir de 1993, Mellenbach-Glasbach pertenceu à Verwaltungsgemeinschaft Mittleres Schwarzatal com sede em Sitzendorf. Em 1 de janeiro de 2019, fundiu-se com outros dois municípios para formar o município rural de Stadt Schwarzatal.